# Young Island, Nunavut (Parry Channel)
Young Island är en ö i Kanada.   Den ligger i territoriet Nunavut, i den norra delen av landet, 3 400 km nordväst om huvudstaden Ottawa. Arean är 22,8 kvadratkilometer.
Terrängen på Young Island är mycket platt. Öns högsta punkt är 21 meter över havet. Den sträcker sig 4,4 kilometer i nord-sydlig riktning, och 7,8 kilometer i öst-västlig riktning.